# Mio Narita
Mio Narita (成田実生?, Narita Mio; Tokyo, 18 dicembre 2006) è una nuotatrice giapponese.

## Biografia
Ai mondiali di Singapore del 2025 ha vinto la medaglia d'argento nei 400 metri misti.
Ha conquistato anche un argento e un bronzo ai Giochi asiatici e tre ori ai mondiali giovanili.

## Palmarès
- Mondiali

Singapore 2025: argento nei 400m misti.
- Giochi asiatici

Hangzhou 2022: argento nella 4x200m sl, bronzo nei 400m misti.
- Mondiali giovanili

Lima 2022: oro nei 200m misti, nei 400m misti e nella 4x100m misti.